# Otiophora villicaulis
Otiophora villicaulis är en måreväxtart som beskrevs av Gottfried Wilhelm Johannes Mildbraed. Otiophora villicaulis ingår i släktet Otiophora och familjen måreväxter.

## Underarter
Arten delas in i följande underarter:
- O. v. iringensis
- O. v. villicaulis